# ژان آلاووآن
ژان آلاووآن (۱ آوریل ۱۸۸۸ – ۱۸ ژوئیهٔ ۱۹۴۳) رکابزن حرفه‌ای فرانسوی بود که در رشتهٔ دوچرخه‌سواری جاده فعالیت می‌کرد. او از سال ۱۹۰۹ تا ۱۹۲۵ در ۱۱ دورهٔ تور دو فرانس شرکت کرد و توانست دو مقام دومی و دو مقام سومی به دست آورد. همچنین در ۱۷ مرحله از تور به پیروزی رسید و ۵ روز پیراهن طلایی را بر تن داشت. او در جیرو دیتالیا نیز یک بار بر سکوی سوم ایستاد.

## زندگی‌نامه
ژان آلاووآن در ۱ آوریل ۱۸۸۸ در روبه زاده شد. دوران فعالیت حرفه‌ای او از سال ۱۹۰۸ تا ۱۹۲۵ به طول انجامید که در آن، ۲۹ پیروزی به دست آورد.

### سال‌های نخست

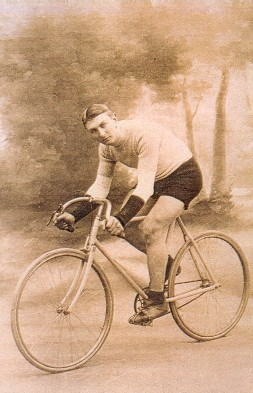
ژان آلاووآن

نخستین حضور او در تور دو فرانس در سال ۱۹۰۹ به وقوع پیوست. او توانست در مراحل ۸ و ۱۴ به پیروزی برسد و در پایان، بر سکوی سوم ایستاد. در تور ۱۹۱۲ نیز در سه مرحله از جمله مرحلهٔ آخر برنده شد و به مقام پنجم رده‌بندی اصلی دست یافت. در سال بعد، آلاووآن نتیجهٔ مناسبی در تور نگرفت؛ ولی در سال ۱۹۱۴ دوباره مقام سوم را به دست آورد.

### دوران پس از جنگ
پس از جنگ جهانی اول، آلاووآن در تور دو فرانس ۱۹۱۹ شرکت کرد و افزون بر کسب پیروزی در ۴ مرحله، سکوی دوم تور را نیز از آن خود کرد. در سال بعد، در مرحلهٔ دوم تور کناره‌گیری کرد و در سال ۱۹۲۱ نیز نتوانست مسابقه را به پایان برساند. در تور دو فرانس ۱۹۲۲، آلاووآن در سه مرحلهٔ پیاپی ۵ تا ۷ به پیروزی رسید و در پایان مرحلهٔ ۷، پیراهن طلایی را برای نخستین بار بر تن کرد. در مرحلهٔ ۱۱ زمان زیادی را به دلیل مشکل فنی از دست داد و در مرحلهٔ ۱۲ رهبری تور را از دست داد. او در نهایت توانست در رتبهٔ دوم قرار گیرد و برای آخرین بار در تور دو فرانس بر یکی از سکوهای سه‌گانه بایستد. همچنین در این مسابقه، آلاووآن برندهٔ رده‌بندی کوهستان شد.
در تور ۱۹۲۳، آلاووآن در سه مرحله پیروز شد؛ ولی در مرحلهٔ ۱۱ پس از یک تصادف، وادار به کناره‌گیری شد. در سال بعد در رتبهٔ ۱۴ قرار گرفت و در سال ۱۹۲۵ نیز در مقام سیزدهم تور را به پایان رساند.
افزون بر تور دو فرانس، آلاووآن در جیرو دیتالیای ۱۹۲۰ نیز حضور یافت و افزون بر پیروزی در دو مرحله، در رده‌بندی نهایی بر سکوی سوم ایستاد.
آلاووآن در ژوئیهٔ ۱۹۴۳ در حین برگزاری یک مسابقهٔ دوچرخه‌سواری در ارژانتوی تصادف کرد و درگذشت.

## نتایج در گرند تورها
| گرند تور | ۱۹۰۹    | ۱۹۱۰    | ۱۹۱۱    | ۱۹۱۲    | ۱۹۱۳    | ۱۹۱۴    | ۱۹۱۹    | ۱۹۲۰     | ۱۹۲۱     | ۱۹۲۲    | ۱۹۲۳      | ۱۹۲۴    | ۱۹۲۵    |
| -------- | ------- | ------- | ------- | ------- | ------- | ------- | ------- | -------- | -------- | ------- | --------- | ------- | ------- |
| جیرو     | –       | –       | –       | –       | –       | –       | –       | ۳        | –        | –       | –         | –       | –       |
| تور      | ۳       | –       | –       | ۵       | ۱۹      | ۳       | ۲       | ناتمام–۲ | ناتمام–۴ | ۲       | ناتمام–۱۱ | ۱۴      | ۱۳      |
| ووئلتا   | ناموجود | ناموجود | ناموجود | ناموجود | ناموجود | ناموجود | ناموجود | ناموجود  | ناموجود  | ناموجود | ناموجود   | ناموجود | ناموجود |